# Hendrik Nicolaas Cornelis van Tuyll van Serooskerken (1854-1924)
Hendrik Nicolaas Cornelis baron van Tuyll van Serooskerken (Deventer, 19 oktober 1854 - Geldrop, 16 oktober 1924) was een Nederlandse burgemeester en bestuurder.

## Leven en werk
Van Tuyll van Serooskerken werd in 1854 in Deventer geboren als zoon van de ritmeester Hendrik Nicolaas Cornelis van Tuyll van Serooskerken (1811-1892) en Marie Georgine Jeanne Pichot Lespinasse (1821-1906). Hij was van 1883 tot 1912 burgemeester van Voorburg. Van Tuyll van Serooskerken was beschermheer van het Belgische Rode Kruis. Hij was ridder in de Orde van de Nederlandse Leeuw. In 1916 werd hij door de Duitse keizer benoemd tot ereridder van de Johannieter orde.
In 1881 trouwde hij met Arnaudina Hoevenaar, en werd daarmee kasteelheer van Geldrop. Toen het paar in 1912 op het kasteel kwam wonen, werd er een groots dorpsfeest gehouden. De kasteelheer overleed in 1924, drie dagen voor zijn zeventigste verjaardag in Geldrop. Zijn weduwe bleef nog tot haar overlijden in 1933 op het kasteel wonen.
Uit hun huwelijk werden vier zonen geboren:
- Hendrik Nicolaas Cornelis van Tuyll van Serooskerken (1882-1949)
- Hubertus Paulus van Tuyll van Serooskerken (1883-1958)
- Jan Maximiliaan van Tuyll van Serooskerken (1886-1938)
- Arnaud Marie van Tuyll van Serooskerken (1885-1961)

Hun derde zoon Jan Maximiliaan volgde in 1934 zijn vader op als kasteelheer van Geldrop.
- International Standard Name Identifier: 0000 0003 9313 4448
- Nederlandse Thesaurus van Auteursnamen: 074855808
- Virtual International Authority File: 287323243
- WorldCat: E39PBJqfF7wJhHR37tJWkjfH4q